# Hypsicera imperfecta
Hypsicera imperfecta är en stekelart som beskrevs av Kusigemati 1987. Hypsicera imperfecta ingår i släktet Hypsicera och familjen brokparasitsteklar. Inga underarter finns listade i Catalogue of Life.